# Киоибашешти (Браила)
Киоибашешти (рум. Chioibașești) насеље је у Румунији у округу Браила у општини Чочиле. Oпштина се налази на надморској висини од 48 m.

## Становништво
Према подацима из 2002. године у насељу је живело 284 становника, од којих су сви румунске националности.